# Stepanakert
Khankendi (kaldet Stepanakert af Armenien) var den største by og hovedstad i Republikken Artsakh (tidligere Nagorno-Karabakh), en de facto uafhængig republik, den er internationalt anerkendt som del af Aserbajdsjan. Der er omkring 53.000 indbyggere i byen, som i overvejende grad var etnisk armeniere, som nu er hovedsageligt flygtet til Armenien efter krigen i 2020. 